# Вербицький Тимофій Сергійович
Тимофій Сергійович Вербицький (1909 — 1944) — Герой Радянського Союзу (1944), старший сержант, командир відділення 759-го стрілецького полку (163-тя стрілецька дивізія, 38-ма армія, 1-й Український фронт).

## Біографія
Народився в селянській родині. У 1929 році сім'я вступила до колгоспу. У 1932-35 роках проходив строкову службу в Червоній Армії. Після армії повернувся на батьківщину. На фронтах німецько-радянської війни з 1943 року.
У жовтні 1943 року в бою за село Гута-Межигірська тоді ще Київського (Святошинського) району замінив убитого командира взводу, повівши взвод в атаку. Особисто знищив кулемет і близько 25 супротивників. Це сприяло виконанню завдання батальйону.
Указом Президії Верховної Ради СРСР «Про присвоєння звання Героя Радянського Союзу генералам, офіцерському, сержантському і рядовому складу Червоної Армії» від 10 січня 1944 року за «зразкове виконання бойових завдань командування на фронті боротьби з німецько-фашистськими загарбниками та виявлені при цьому відвагу й геройство» удостоєний звання Героя Радянського Союзу.
Загинув у січні 1944 року.

## Пам'ять
- Його ім'ям названо вулицю в місті Шемонаїха. На одному з будинків на цій вулиці встановлено меморіальну дошку.